# Старий Дурулгуй
Старий Дурулгу́й (рос. Старый Дурулгуй) — село у складі Ононського району Забайкальського краю, Росія. Входить до складу Дурулгуйського сільського поселення.

## Населення
Населення — 154 особи (2010; 184 у 2002).
Національний склад (станом на 2002 рік):
- росіяни — 100 %